# Naples FBC
Naples Foot-Ball Club, též známy jako Naples FBC byl italský fotbalový klub, sídlící ve městě Neapol z kraje Kampánie.
Klub byl založen v listopadu 1905 jako fotbalová sekce Reale Club Canottieri Italia jako sdružení veslařů a námořníků, které vzniklo již v roce 1889. Od roku 1906 se klub jmenoval již Naples Foot-Ball Club. Mezi prvními činovníky byli Angličané a proto tak byl název Naples (anglicky Neapol). Od sezony 1907/08 hrál Terza Categoria (3. liga) a dvakrát po sobě ji vyhrál. Poté vyhrál dvakrát za sebou i Seconda Categoria (2. ligu).
Krátce před začátkem soutěžní sezóny 1911/12 se hráči cizí národnosti rozhodli opustit klub a založili si nový sportovní klub Unione Sportiva Internazionale di Napoli. Důsledkem tohoto rozkolu byla skutečnost, že Naples se stala týmem složeným téměř výhradně z hráčů italské národnosti. V roce 1912 se FIGC rozhodla, že povolí hrát v nejvyšší lize také ze středo jižní části Itálie a mezi tyto týmy byl i kluby z Kampánie. Hned v první sezoně došli do finále středo jižní části, kde podlehli Laziu 1:2 a 1:1. V následující sezoně prohráli v semifinále středo jižní části a jejich přemožitel byl rival Inter Neapol. O rok později přišla válka a všechny oficiální soutěže do roku 1919 byli přerušeny.
Po válce byli již ve skupině Kampánie již šest klubů a Naples ukončilo sezonu na 4. místě ve skupině. Sezonu 1920/21 odehráli velmi dobře. Postoupili do semifinálové skupiny středo jižní části. Jenže v roce 1922 se kvůli finančním problémům se klub musel sloučit s rivalem Inter Neapol a tím se stvořil nový klub Foot-Ball Club Internazionale-Naples. Někteří členové, kteří byli proti sloučení, pak založili Speranzu, která poté hrála v některých menších regionálních soutěží. V roce 1926 přišel zánik klubu.